# Римська комуна
Римська комуна (італ. Comune di Roma) — спроба створення уряду за зразком старої Римської республіки на противагу світській владі вищої знаті й папи, яку було здійснено 1144 року. Революціонери створили сенат за зразком стародавнього попередника та розділили Рим на 14 районів, від кожного з яких обирались по чотири сенатори (загалом 56). Ці сенатори обрали своїм лідером Джордано П'єрлеоні, сина римського консула П'єра Леоні, й надали йому титул патриція, оскільки консул також вважався застарілим шляхетським званням.
Комуна проголосила про свою вірність більш віддаленій владі — імператору Священної Римської імперії. Після цього вона почала перемовини з новообраним папою Луцієм II, вимагаючи, щоб він відмовився від світської влади та залишив за собою винятково церковні функції.
Луцій зібрав сили й здійснив напад на Вічне Місто, проте захисники республіки відбили напад, а сам папа загинув від поранення після того, як йому в голову влучили каменем.
Наступний папа, Євгеній III, не міг прийняти посвяту в місті, але зрештою досяг домовленості з новою владою, яка змістила П'єрлеоні. Папа повернувся в Рим на Різдво 1145 року. Втім, у березні наступного року був змушений знову залишити місто.
Папа повернувся 1148 року й відлучив від церкви Арнольда Брешіанського, політичного терориста, який вступив до комуни та став її головним ідеологом.
Папа проживав у Тоскані з 1149-го. Тому папська влада в Римі не була встановлена до 1152. Однак, існування Республіки було нестабільним, і наступний папа, Адріан IV, умовив імператора Фрідріха Барбароссу надати йому армію, щоб виступити проти міста. В результаті Арнольд з Брешії був заарештований, засуджений та спалений на вогнищі 1155 року.
1188 року, невдовзі після вступу на посаду, папа Климент III зміг нівелювати півсторічний конфлікт між папством та громадянами Рима, підписавши Конкордський пакт, за яким громадянам було дозволено обирати суддів, префекта призначав імператор, а папа мав суверенні права на його території.